# 旧白滝駅
旧白滝駅（きゅうしらたきえき）は、かつて北海道紋別郡遠軽町旧白滝にあった北海道旅客鉄道（JR北海道）石北本線の駅（廃駅）。駅番号はA46だった。

## 歴史

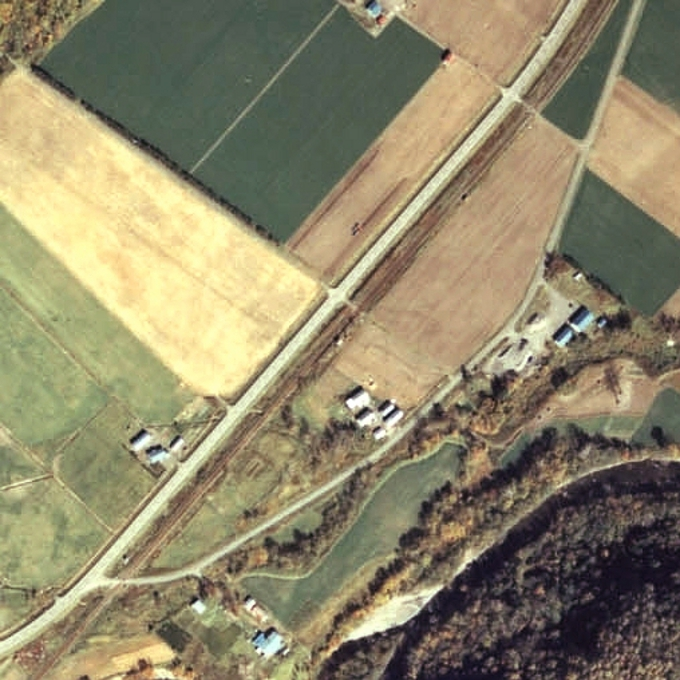
1977年の旧白滝仮乗降場と周囲約500m範囲。右が遠軽方面。

1947年（昭和22年）2月11日に仮乗降場として開業し、1987年（昭和62年）4月1日の国鉄分割民営化に伴い北海道旅客鉄道（JR北海道）が発足するのと同時に旅客駅に昇格した。当初は営業キロが設定されず、1990年（平成2年）3月10日から正式に設定された。
- 1947年（昭和22年）2月11日：運輸省石北線の旧白滝仮乗降場（局設定）として開業。旅客のみ取扱い[1]。
  - 開設時、地元住民は寄付を募って建設資金を提供し、ホームの工事も手伝ったとされる[新聞 1]。
- 1949年（昭和24年）6月1日：公共企業体日本国有鉄道（国鉄）に移管。
- 1961年（昭和36年）4月1日：所属路線が石北本線に改称[2][3]。
- 1987年（昭和62年）4月1日：国鉄分割民営化に伴い、北海道旅客鉄道（JR北海道）に承継[3]。同時に旅客駅に昇格し、旧白滝駅となる[2][4][3]。
- 1990年（平成2年）3月10日：営業キロ設定。
- 2015年（平成27年）7月21日：JR北海道が、2016年（平成28年）3月実施予定のダイヤ改正で当駅を廃止する方針を遠軽町へ通知[新聞 2]。
- 2016年（平成28年）
  - 3月26日：利用者減少とダイヤ改正に伴い廃止[報道 1]。
    - 廃止時点で、普通列車も一部通過し、下り1本・上り3本の普通列車のみ停車した[新聞 1]。
    - 廃止時点で1本のみ停車していた下り列車は唯一の定期乗降客とされた北海道遠軽高等学校へ通う高校生の登校の時間帯と同じであり[新聞 3]、この高校生は駅廃止と同時に高校を卒業したと報じられた[新聞 4]。

  - 10月17日：木造の待合所が解体された[新聞 1]。

### 駅名の由来
所在地の地名から。「旧」がつく地名になった理由は、
- 元々、この地域が初めて入植者の入った場所だったが、土地の悪さから移転してしまったため、「白滝」に対して「旧白滝」の地名が付いた。
- 縄文時代の旧石器文化の遺跡が白滝にあったから。

といわれる。
営業当時、「旧」という文字が最初に置かれている駅名はJR各社では唯一、JR以外でも神戸市営地下鉄海岸線の旧居留地・大丸前駅と当駅の2駅しか存在しなかった。

## 駅構造
単式ホーム1面1線を有する地上駅。遠軽駅管理の無人駅だった。1947年（昭和22年）2月11日に仮乗降場として開業した当時からの、木造の待合所が存在した。この待合所は広さが約10平方メートルで、開設時には地元住民が寄付を募って国鉄に建設資金として提供し、ホームの工事も手伝った。
廃止後、地元の下白滝旧白滝自治会はこの待合室を保存するため移設を計画していた。しかし、JR北海道が提示した移設費用が高額になるため断念し、2016年（平成28年）10月17日に解体された。
廃止時までホームは板張りでなく砂利敷きだった。下白滝駅寄りにスロープがあり、隣接する警報機付きで遮断機無しの第3種踏切（墓地踏切。キロ程88K313M）で国道333号に連絡していた。当駅の廃止後は踏切も除却された。

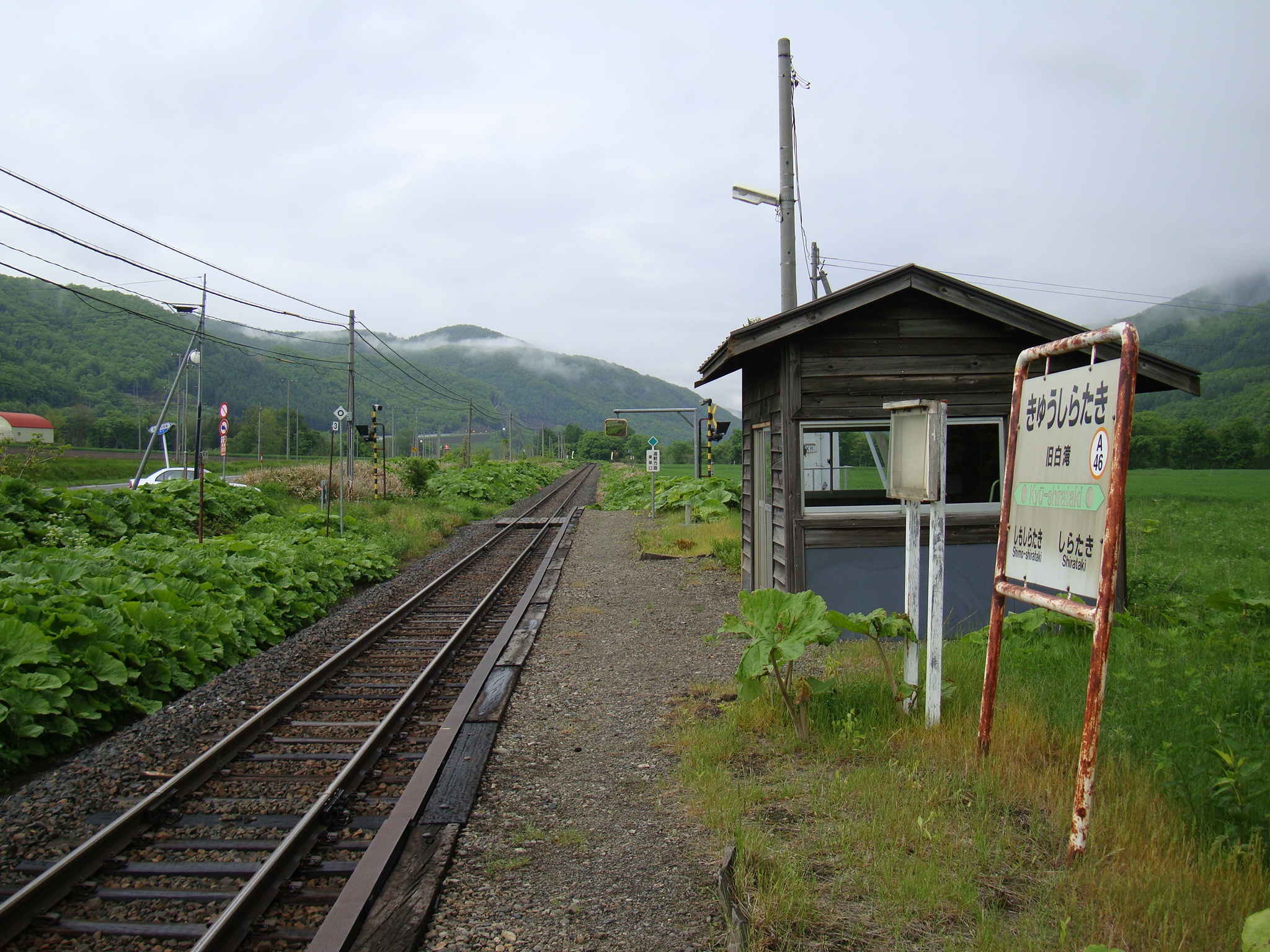
ホーム

## 利用状況
乗車人員の推移は以下のとおり。年間の値のみ判明している年については、当該年度の日数で除した値を括弧書きで1日平均欄に示す。乗降人員のみが判明している場合は、1/2した値を括弧書きで記した。
また、「JR調査」については、当該の年度を最終年とする過去5年間の各調査日における平均である。
| 年度               | 乗車人員 | 乗車人員 | 乗車人員     | 出典       | 備考 |
| 年度               | 年間     | 1日平均  | JR調査       | 出典       | 備考 |
| ------------------ | -------- | -------- | ------------ | ---------- | ---- |
| 2015年（平成27年） |          |          | 「10名以下」 | [ 報道 2 ] |      |

## 駅周辺
周辺は畑に囲まれており、民家は少ない。
- 国道333号
- 旭川紋別自動車道
- 湧別川

## 隣の駅
北海道旅客鉄道（JR北海道）
■石北本線（廃止時）
白滝駅 (A45) - 旧白滝駅 (A46) - 下白滝駅 (A47)
下白滝駅は当駅と同時に廃止され、下白滝信号場となっている。

### 報道発表資料
1. ↑  『平成28年3月ダイヤ改正について』（PDF）（プレスリリース）北海道旅客鉄道、2015年12月18日。オリジナルの2015年12月18日時点におけるアーカイブ。2015年12月18日閲覧。
2. ↑  “極端にご利用の少ない駅” (PDF). 平成28年度事業運営の最重点事項.   北海道旅客鉄道. p. 6 (2016年2月10日). 2018年6月20日閲覧。

### 新聞記事
1. 1 2 3 4 5 6  どうしんウェブ／電子版（社会） (2016年10月18日). “「秘境」北海道・旧白滝駅舎が解体 地元住民が別れ惜しむ” (日本語). 北海道新聞 (北海道新聞社).  オリジナルの2016年10月18日時点におけるアーカイブ。 2016年10月18日閲覧。
2. ↑  どうしんウェブ／電子版（社会） (2015年7月22日). “上白滝・旧白滝・下白滝の3駅も廃止 JR石北線、来年3月に” (日本語). 北海道新聞 (北海道新聞社).  オリジナルの2015年7月23日時点におけるアーカイブ。 2015年8月11日閲覧。
3. ↑  産経フォト（サッと見ニュース） (2016年3月1日). “卒業式へ最後の通学 旧白滝駅利用、唯一の乗客” (日本語). 産経新聞 (産業経済新聞社).  オリジナルの2016年3月5日時点におけるアーカイブ。 2016年3月29日閲覧。
4. ↑  Record China（日本） (2016年1月10日). “女子高生1人だけ使っていたJR北海道の駅、卒業生待って閉鎖へ、心遣いに中韓から感動・称賛の声続々” (日本語). 国民日報 (国民日報).  オリジナルの2016年1月11日時点におけるアーカイブ。 2016年3月8日閲覧。
5. ↑  どうしんウェブ／電子版（道東） (2016年6月16日). “さらば上白滝駅 駅舎解体、北海道・遠軽の住民「寂しい」” (日本語). 北海道新聞 (北海道新聞社).  オリジナルの2016年6月18日時点におけるアーカイブ。 2016年6月18日閲覧。
6. ↑  毎日新聞（カルチャー） (2016年7月29日). “JR石北線：住民がつくった旧白滝駅舎、保存を断念” (日本語). 毎日新聞 (毎日新聞社).  オリジナルの2016年7月29日時点におけるアーカイブ。 2016年7月29日閲覧。

### 書籍
- 田中和夫（監修）『写真で見る北海道の鉄道』 上巻 国鉄・JR線、北海道新聞社（編集）、2002年7月15日、94-105,311-319頁。ISBN 978-4-89453-220-5。ISBN 4-89453-220-4。
- 今尾恵介（監修）『日本鉄道旅行地図帳―全線・全駅・全廃線―』 1号・北海道、新潮社〈新潮「旅」ムック〉、2008年5月17日、42-43頁。ISBN 978-4-10-790019-7。ISBN 4-10-790019-3。

### 雑誌
- 曽根悟（監修） 著、朝日新聞出版分冊百科編集部 編『週刊 歴史でめぐる鉄道全路線 国鉄・JR』 28号 釧網本線／石北本線、朝日新聞出版〈週刊朝日百科〉、2010年1月31日、22-23頁。